# Спір (Нідерланди)
Спір (нід. Spier) — селище в нідерландській провінції Дренте. Входить до муніципалітету Мідден-Дренте. Його населення станом на 2008 рік складало 129 осіб.